# Liste der Kulturgüter in der Amtei Dorneck-Thierstein
Die Liste der Kulturgüter in der Amtei Dorneck-Thierstein enthält alle Objekte in den Gemeinden der Amtei Dorneck-Thierstein im Kanton Solothurn, die gemäss der Haager Konvention zum Schutz von Kulturgut bei bewaffneten Konflikten, dem Bundesgesetz vom 20. Juni 2014 über den Schutz der Kulturgüter bei bewaffneten Konflikten sowie der Verordnung vom 29. Oktober 2014 über den Schutz der Kulturgüter bei bewaffneten Konflikten unter Schutz stehen.

## Kulturgüterlisten der Gemeinden
- Bärschwil
- Bättwil
- Beinwil
- Breitenbach
- Büren
- Büsserach
- Dornach
- Erschwil
- Fehren *
- Gempen
- Grindel
- Himmelried
- Hochwald
- Hofstetten-Flüh
- Kleinlützel
- Meltingen
- Metzerlen-Mariastein
- Nuglar-St. Pantaleon
- Nunningen
- Rodersdorf
- Seewen
- Witterswil *
- Zullwil

* Diese Gemeinde besitzt keine Objekte der Kategorien A oder B, kann aber (zzt. nicht dokumentierte) C-Objekte besitzen